# إدارة الأمم المتحدة لعمليات السلام
إدارة الأمم المتحدة لعمليات السلام (بالإنجليزية: United Nations Department of Peace Operations - DPO)‏ هي إحدى إدارات الأمم المتحدة المسؤولة عن تخطيط عمليات الأمم المتحدة لحفظ السلام وإعدادها وإدارتها وتوجيهها. كانت تعرف سابقًا باسم إدارة عمليات حفظ السلام (DPKO) قبل 1 يناير 2019.
تم إنشاؤها عام 1992 كجزء من إعادة هيكلة جهاز السلام والأمن التابع للأمم المتحدة. تحتفظ إدارة عمليات السلام بالوظائف والمسؤوليات الأساسية لسابقتها، مع التركيز بشكل أكبر على التماسك ودمج الموارد والمعرفة المختلفة وتعزيز حقوق الإنسان.
بميزانية سنوية تبلغ حوالي 6.5 مليار دولار اعتبارًا من عام 2020، تعد إدارة عمليات السلام أكبر وكالة تابعة للأمم المتحدة من حيث الإنفاق، متجاوزة الميزانية العادية للأمم المتحدة. اعتبارًا من مارس 2020، أشرفت على 81,370 فردًا يخدمون في 13 بعثة لحفظ السلام.

## قائمة الرؤساء
فيما يلي قائمة مرتبة زمنيًا بأسماء الذين شغلوا منصب وكيل الأمين العام لعمليات حفظ السلام:
| الترتيب | صورة | الإسم ميلاد-وفاة             | مدة الولاية   | مدة الولاية    | مدة الولاية      | البلد           | أمين عام الأمم المتحدة | مرجع   |
| الترتيب | صورة | الإسم ميلاد-وفاة             | تولى منصبه    | ترك منصبه      | الوقت في المنصب  | البلد           | أمين عام الأمم المتحدة | مرجع   |
| ------- | ---- | ---------------------------- | ------------- | -------------- | ---------------- | --------------- | ---------------------- | ------ |
| 1       |      | ماراك جولدينج ‏ (1936–2010)   | مارس 1992     | 28 فبراير 1993 | 11 شهور          | المملكة المتحدة | بطرس بطرس غالي         | [ 6 ]  |
| 2       |      | كوفي عنان (1938–2018)        | 1 مارس 1993   | 31 ديسمبر 1996 | 3 سنوات و9 شهور  | غانا            | بطرس بطرس غالي         | [ 7 ]  |
| 3       |      | برنارد مييت ‏ (born 1946)     | 28 يناير 1997 | 30 سبتمبر 2000 | 3 سنوات و8 شهور  | فرنسا           | كوفي عنان              | [ 8 ]  |
| 4       |      | جان ماري جيهينو ‏ (born 1949) | 1 أكتوبر 2000 | 30 يونيو 2008  | 7 سنوات و8 شهور  | فرنسا           | كوفي عنان              | [ 9 ]  |
| 5       |      | ألان لو روي (born 1953)      | 30 يونيو 2008 | 25 أغسطس 2011  | 3 سنوات و1 شهر   | فرنسا           | بان كي مون             | [ 10 ] |
| 6       |      | هيرفي لادسو (born 1950)      | 2 سبتمبر 2011 | 31 مارس 2017   | 5 سنوات و6 شهور  | فرنسا           | بان كي مون             | [ 11 ] |
| 7       |      | جان بيير لاكروا (born 1960)  | 1 أبريل 2017  | شاغل المنصب    | 7 سنوات و11 شهور | فرنسا           | أنطونيو غوتيريش        | [ 12 ] |